# Колокольцовка (Саратовская область)
Колокольцовка — село в Калининском районе Саратовской области России, административный центр Колокольцовского муниципального образования. Основано в 1770 году.
Население — 876 (2021) человек.

## История
Основано как удельная слобода в 1770 году украинскими (предположительно, полтавскими) крестьянами-переселенцами из Воронежской губернии (в частности, из села Трубецкое Старооскольского уезда). В 1831 году построена деревянная церковь с колокольней и престолом во имя Казанской иконы Божией Матери. По данным 1859 года Колокольцовка находилась на просёлочной дороге из Саратова в слободу Елань и в землю войска Донского. В слободе имелись православная церковь и училище. В составе Аткарского уезда Саратовской губернии Колокольцовка была центром одноимённой волости. На рубеже 1860-х и 1870-х годов Казанская церковь была перестроена, заново освящена в 1870 году. В 1886 году земельный надел сельского общества составлял 5062,6 десятин удобной земли, в том числе пашни — 3564 десятины. В 1910 году в селе имелись храм, фельдшерско-акушерский пункт и почтовая контора, квартира урядника, земская школа. По вторникам собирались базары, ежегодно 2—4 февраля проводилась ярмарка. В Первую мировую войну многие жители села были мобилизованы на фронт через призывной пункт Аткарска. В 1916 году население Колокольцовки сильно пострадало от эпидемии брюшного тифа.
Советская власть установлена 5 января 1918 года. В 1919 году в Колокольцовке был расквартирован отряд Красной Армии, сражавшийся с белоказаками на Дону. В 1924 году из батраков и бедноты было образовано первое товарищество по совместной обработке земли. В 1929 году был образован колхоз «Большевик». В 1932 году из колхоза «Большевик» был выделен второй колхоз имени Ворошилова. В 1933 году в Колокольцовку пришёл голод. Ситуацию усугубила эпидемия брюшного тифа.
В 1935 году село включено в состав Ней-Вальтерского района (с 1942 года — Свердловский район).
В годы Великой Отечественной войны колокольцовские колхозы сдали 300—350 тысяч пудов зерна, а местные труженики собрали почти 600 тысяч рублей на приобретение самолётов и танков для армии. 220 колокольцовцев погибли в боях.
В 1951 году «Большевик» вошёл в состав колхоза имени Ворошилова. В 1960 году в связи с упразднением Свердловского района включена в состав Калининского района — с 1960 года. К 1960 году после присоединения колхозов имени Клары Цеткин села Курнаво и «Красный Пахарь» Малой Князевки колокольцовский колхоз получил имя Владимира Ильича. В 1960-х — 1970-х годах открылись новая школа на 480 мест и дом культуры, были построены свинокомплекс, колхозное правление и два мехтока. Колокольцовка была полностью электрифицирована, имела газ и водопровод, появились первые асфальтированные улицы.

## Физико-географическая характеристика
Село находится в лесостепи, на юго-востоке Калининского района (близ границы с Волгоградской областью), в пределах Окско-Донской равнины, являющейся частью Восточно-Европейской равнины, на левом берегу реки Щелкан, на высоте около 140 метров над уровнем моря. Рельеф местности — полого-увалистый. Склоны долины реки Щелкан изрезаны балками и оврагами. Почвы — чернозёмы обыкновенные.
Через село проходит автодорога, связывающая города Калининск и Жирновск (Волгоградская область). По автомобильным дорогам расстояние до областного центра города Саратова составляет 150 км, до районного центра города Калининска — 38 км.
Климат
Климат умеренный континентальный (согласно классификации климатов Кёппена — Dfb). Многолетняя норма осадков — 447 мм. Наибольшее количество осадков выпадает в июле — 52 мм, наименьшее в марте — 22 мм. Среднегодовая температура положительная и составляет + 5,9 °С, средняя температура самого холодного месяца января −10,5 °С, самого жаркого месяца июля +21,4 °С.
Часовой пояс
Колькольцовка, как и вся Саратовская область, находится в часовой зоне МСК+1. Смещение применяемого времени относительно UTC составляет +4:00.

## Население
Динамика численности населения по годам:
| 1859 | 1886 | 1897 | 1910 | 1979 | 1987   |
| ---- | ---- | ---- | ---- | ---- | ------ |
| 1164 | 1898 | 2123 | 2690 | 1200 | ≈ 1200 |

| 2002  | 2010  | 2012  | 2013  | 2014  | 2015  | 2016  |
| ----- | ----- | ----- | ----- | ----- | ----- | ----- |
| 1222  | ↘1041 | ↘1014 | ↘1008 | ↗1015 | ↘1013 | ↗1023 |
| 2017  | 2018  | 2019  | 2020  | 2021  |       |       |
| ↘1013 | ↘978  | ↘954  | ↘920  | ↘876  |       |       |